# Ближние Сормы
Бли́жние Со́рмы (чув. Тури Сурӑм) — деревня в Канашском районе Чувашской Республики. Входит в состав Кошноруйского сельского поселения.

## География
Находится в центральной части Чувашии, на расстоянии приблизительно 14 км по прямой на север-северо-запад от районного центра города Канаш.

## История
Образована на рубеже XVI—XVII веков переселенцами с Арской дороги Казанского уезда. В 1782 году было 99 мужчин, в 1795 — 50 дворов, 305 жителей, в 1859 — 90 дворов, 447 жителей, в 1897—698 жителей, в 1926—206 дворов, 878 жителей, в 1939—976 жителей, в 1979—537. В 2002 году было 129 дворов, в 2010—102 домохозяйства. В 1931 был образован колхоз «Заря», в 2010 году действовало ООО «Сормовский».

## Население
Постоянное население составляло 294 человека (чуваши 99 %) в 2002 году, 268 в 2010.